# Interpretarea Copenhaga
Interpretarea Copenhaga este o exprimare a înțelesurilor mecanicii cuantice care a fost în mare parte concepută din 1925 până în 1927 de către Niels Bohr și Werner Heisenberg și care rămâne una dintre cele mai acceptate interpretări ale mecanicii cuantice.
Conform Interpretării Copenhaga, sistemele fizice nu au în general proprietăți clare înainte de a fi măsurate, iar mecanica cuantică nu poate prezice decât distribuția probabilității posibilelor rezultate ale unei anumite măsurări. Actul măsurării afectează sistemul, cauzând setul probabilităților să se reducă la numai una dintre posibilele valori imediat după măsurare. Această caracteristică este cunoscută drept colapsul funcției de undă. 
Au existat multe obiecții la adresa Interpretării Copenhaga de-a lungul anilor. Acestea includ: salturi discontinue când are loc o observare, elementul probabilistic introdus în urma observării, subiectivitatea necesității unui observator, dificultatea definirii unui aparat de măsurat, și nevoia invocării fizicii clasice pentru a descrie "laboratorul" în care rezultatele sunt măsurate. 
Alternative la Interpretarea Copenhaga includ interpretarea multiple-lumi, teoria De Broglie-Bohm (undă-pilot), Bayesianism-ul cuantic, și teoriile decoerenței cuantice. 

## Context
Max Planck, Albert Einstein și Niels Bohr au postulat apariția energiei în cantități discrete (cuante) pentru a explica fenomene precum spectrul radiației corpurilor negre, efectul fotoelectric, și stabilitatea și spectrele atomilor. Aceste fenomene nu au putut fi explicate de către fizica clasică și au apărut chiar să fie în contradicție cu ea. Chiar dacă particulele elementare arată proprietăți previzibile în multe experimente, ele devin extrem de neprevăzute în altele, cum ar fi încercările de a identifica traiectorile unor particule individuale printr-un simplu aparat fizic. 
Fizica clasică face o distincție între particule și unde și, de asemenea, se bazează pe continuitatea și determinismul fenomenelor naturale. La începutul secolului XX, fenomene atomice și subatomice noi descoperite păreau să sfideze aceste concepții. Între 1925 și 1926, mecanica cuantică a fost inventată ca un formalism matematic ce descria cu exactitate experimentele, dar care apărea să respingă aceste concepții clasice. În schimb, afirmă că probabilitatea și discontinuitatea sunt fundamentale în lumea fizică. Fizica clasică se bazează și pe cauzalitate. Poziția cauzalității în mecanica cuantică este disputată. 
Mecanica cuantică nu poate fi exprimată facil în limbajul curent și a fost adesea descrisă de fizicieni ca fiind contraintuitivă, inclusiv de către întemeietorii ei.
Interpretarea Copenhaga intenționează să indice moduri adecvate de a gândi și de a vorbi despre înțelesul fizic al formulărilor matematice ale mecanicii cuantice și ale rezultatelor experimentale aferente. Oferă tot respectul discontinuității, probabilității și dualismului undă-particulă, iar în anumite privințe, neagă cauzalitatea. 

## Originea termenului
Werner Heisenberg i-a fost asistent lui Niels Bohr la institutul său în Copenhaga în anii 20' când au ajutat la conceperea teoriei mecanicii cuantice. În 1929, Heisenberg a fost invitat să țină o serie de cursuri la Universitatea din Chicago unde a explicat noul domeniu al mecanicii cuantice. Cursurile i-au fost după baza cărții sale, The Physical Principles of the Quantum Theory, publicată în 1930. În prefața cărții, Heisenberg a scris:
În ansamblu, cartea nu conține nimic care nu poate fi găsit în publicațiile anterioare, în special în investigațiile lui Bohr. Scopul cărții mi se pare a fi îndeplinit dacă contribuie într-o oarecare măsură la răspândirea acelui "Kopenhagener Geist der Quantentheorie" [i.e. spiritul de la Copenhaga al teoriei cuantice] dacă ar fi să mă exprim așa, care a direcționat întreaga dezvoltare a fizicii atomice moderne.
Termenul "interpretarea Copenhaga" sugerează ceva mai mult decât un spirit, cum ar fi un set definit de reguli pentru interpretarea formalismului matematic al mecanicii cuantice, probabil datând din anii 1920. Cu toate acestea, nu există astfel de texte, în afară de câteva prelegeri informale ale lui Bohr și Heisenberg, care se contrazic reciproc cu privire la mai multe aspecte importante. S-ar părea că termenul specific, cu sensul său mai clar, ar fi fost inventat de către Heisenberg în anii 1950, în timp ce critica "interpretări" alternative (ex., cea a lui David Bohm) care fuseseră dezvoltate. Prelegeri cu titlurile "Interpretarea Copenhaga a Teoriei Cuantice" și "Critici și Contrapropuneri pentru Interpretarea Copenhaga", pe care Heisenberg le-a ținut în 1955, sunt retipărite în colecția Physics and Philosophy. Înainte de lansarea cărții, Heisenberg și-a exprimat în privat regretul de a fi utilizat termenul din cauză că sugera existența altor interpretări pe care el le considera un "nonsens".

## Statutul curent al termenului
Potrivit unui adversar al interpretării Copenhaga, John G. Cramer, "În ciuda unei literaturi extinse care se referă la, discută și critică interpretarea Copenhaga a mecanicii cuantice, nicăieri nu pare să existe vreo declarație concisă care să definească pe de-a întregul interpretarea Copenhaga."

## Principii
Nu există o definiție concretă a Interpretării Copenhaga, ci ea se compune din punctele de vedere ale unor oameni de știință și filozofi dezvoltate în timpul celui de-al doilea sfert al secolului XX. Bohr și Heisenberg nu au fost niciodată întru totul de acord despre cum poate fi înțeles formalismul matematic al mecanicii cuantice, iar Bohr chiar s-a distanțat la un moment dat de ceea ce el considera a fi interpretarea mai subiectivă a lui Heisenberg.
Diferiți comentatori și cercetători i-au asociat variate idei, iar Asher Peres a remarcat că opinii foarte distincte, uneori contradictorii, sunt prezentate drept "Interpretarea Copenhaga".
Câteva principii general acceptate ca parte a interpretării includ:
1. O funcție de unde {\displaystyle \Psi }reprezintă starea sistemului. Ea înglobează tot ce se poate ști despre acel sistem înainte de observare; nu există alți "parametri ascunși".[13] Funcția de undă evoluează lin în timp fiind totodată izolată de alte sisteme.
2. Proprietățile sistemului sunt supuse unui principiu al incompatibilității. Anumite proprietăți nu pot fi definite simultan pentru același sistem în același timp. Incompatibilitatea este exprimată cantitativ prin principiul incertitudinii al lui Heisenberg. De exemplu, dacă o particulă la un anumit moment are o locație clară, este lipsit de sens să vorbim despre impulsul ei în acea clipă.
3. În timpul unei observații, sistemul trebuie să interacționeze cu un dispozitiv de laborator. Atunci când dispozitivul face o măsurare, funcția de undă a sistemelor se spune că se "colapsează" [i.e., se prăbușește] sau se reduce în mod ireversibil la o eigenstate (stare proprie) a observabilului care este înregistrat.[14]
4. Rezultatele furnizate de dispozitivele de măsurare sunt în esență clasice și ar trebui descrise în limbajul obișnuit. Acest lucru a fost subliniat în mod special de Bohr și a fost acceptat de către Heisenberg.[15]
5. Descrierea dată de funcția de undă este probabilistică. Acest principiu se numește regula lui Born, după Max Born.
6. Funcția de undă exprimă o dualitate undă-particulă necesară și fundamentală. Asta ar trebui să se reflecte în calculele din limbajul obișnuit ale experimentelor. Un experiment poate arăta proprietăți de particulă, sau proprietăți de undă, conform principiului complementarității al lui Niels Bohr.[16]
7. Funcționarea internă a proceselor atomice și subatomice este necesar și esențial inaccesibilă observării directe deoarece actul în sine de a o observa  ar afecta-o extrem de mult.
8. Când numerele cuantice sunt mari, ele se referă la proprietăți care se potrivesc îndeaproape cu cele ale descrierii clasice. Acesta este principiul de corespondență al lui Bohr și Heisenberg.

## Metafizica funcției de undă
Interpretarea Copenhaga neagă faptul că funcția de undă oferă o imagine direct înțeligibilă a unui obiect material obișnuit sau a unei componente discernabile ale sale sau că reprezintă ceva mai mult decât un concept teoretic.
În termeni metafizici, interpretarea Copenhaga consideră că mecanica cuantică oferă informații despre fenomene, dar nu și că punctează către "obiecte care clar există", pe care le socotește ca fiind reziduuri ale intuiției obișnuite. Asta o face o teorie epistemică, fapt care contrastează opinia lui Einstein că fizica ar trebui să se ocupe cu "obiecte care chiar există" – o teorie ontică.
O întrebare metafizică este uneori pusă: "Ar putea fi mecanica cuantică extinsă prin adăugarea la formalismul matematic a așa-ziselor «variabile ascunse», pentru a o transforma dintr-o teorie epistemică într-una ontică?" Interpretarea Copenhaga răspunde cu un "Nu" puternic. Se pretinde uneori, de exemplu de către J.S. Bell, că Einstein s-a opus interpretării Copenhaga pentru că el credea că răspunsul la întrebarea despre "variabilele ascunse" era "Da". În schimb, Max Jammer scrie "Einstein nu a propus niciodată o teorie a variabilelor ascunse." Einstein a explorat posibilitatea unei teorie a variabilelor ascunse și a scris o lucrare în care și-a descris explorarea, dar a retras-o de la publicare pentru că a simțit că este defectuoasă.
Deoarece afirmă că funcția de undă devine "reală" numai când sistemul este observat, termenul de "subiectivă" este uneori propus pentru descrierea interpretării Copenhaga. Acesta este respins de către mulți Copenhageniști deoarece procesul observării este mecanic și nu depinde de individualitatea observatorului.
Unii autori au propus că Bohr a fost influențat de pozitivism (sau chiar pragmatism). Pe de altă parte, Bohr și Heisenberg nu erau în totalitate de acord, și au avut opinii diferite la momente diferite. Heisenberg în mod particular era determinat să se îndrepte către realism.
Carl Friedrich von Weizsäcker, în timpul participării la un colocviu la Cambridge, a negat faptul că interpretarea Copenhaga afirmă că "ceea ce nu poate fi observat nu există." El a sugerat în schimb că interpretarea Copenhaga urmărește principiul "Ceea ce este observat există cu siguranță; despre ceea ce nu este observat suntem încă liberi să facem presupuneri adecvate. Ne folosim de această libertate pentru a evita paradoxurile."

## Regula lui Born
Max Born vorbește despre interpretarea sa probabilistică ca o "interpretare statistică" a funcției de undă,  iar regula lui Born este esențială pentru interpretarea Copenhaga.
Scriitorii nu folosesc toți aceeași terminologie. Structura "interpretare statistică", referindu-se la "interpretarea ansamblului", indică adesea o interpretare a regulii lui Born cât de cât diferită față de interpretarea Copenhaga. În ceea ce privește interpretarea Copenhaga, este axiomatic ca funcția de undă să epuizeze tot ce se poate ști vreodată în prealabil despre o anumită stare a sistemului. Interpretarea "statistică" sau "a ansamblului", pe de altă parte, este în mod explicit agnostică cu privire la faptul dacă informațiile din funcția de undă sunt exhaustive pentru ceea ce ar putea fi cunoscut în avans. Se consideră a fi mai "minimă" decât interpretarea Copenhaga în afirmațiile sale. Nu spune mai mult decât că, la fiecare observare, o anumită valoare reală a unei proprietăți este găsită și că asemenea valori sunt găsite probabilistic, așa cum au fost detectate de nenumărate ori în cadrul observării aceluiași sistem.
Multele stări ale sistemului sunt considerate a constitui un "ansamblu", iar ele dezvăluie împreună probabilitatea prin aceste ocazii de observare. Deși au toate aceeași funcție de undă, elementele ansamblului s-ar putea să nu fie identice unul cu celălalt în toate privințele, conform interpretărilor "agnostice". Ele ar putea, din câte știm, dincolo de cunoașterea actuală și dincolo de funcția de undă, să aibă proprietăți individuale distinctive. În ceea ce privește știința actuală, semnificația experimentală a acestor forme diferite ale regulii lui Born este aceeași, deoarece ele fac aceleași predicții despre distribuția probabilităților rezultatelor observațiilor, iar potențialele proprietăți neobservate sau neactualizate nu sunt accesibile experimentării.

## Consecințe
Natura Interpretării Copenhaga este dezvăluită prin luarea în considerare a unui număr de experimente și paradoxuri.

### 1.Pisica lui Schrödinger
Acest experiment mental evidențiază implicațiile pe care le are acceptarea incertitudinii la nivel microscopic asupra obiectelor macroscopice. O pisică este pusă într-o cutie sigilată, cu viața sau moartea ei făcută să depindă de starea unei particule subatomice. Astfel, o descriere a pisicii în timpul experimentului — pisică ce a fost inseparată de starea particulei subatomice — face ca ideea de "pisică vie sau moartă" să fie "încețoșată" [i.e., imprecisă]. Dar asta nu ar putea fi corect pentru că ar implica faptul că pisica este în același timp și vie și moartă până când este deschisă cutia pentru a se verifica acest lucru. Dar pisica, dacă supraviețuiește, nu o să-și amintească decât că a fost mereu în viață. Schrödinger se împotrivește ideii spunând "cât de naiv să accepți ca fiind valid un «model încețoșat» [i.e., imprecis] ca reprezentând realitatea." Cum poate pisica să fie și vie și moartă în același timp?
Interpretarea Copenhaga: Funcția de undă reflectă cunoașterea noastră asupra sistemului. Funcția de undă {\displaystyle (|{\text{moartă}}\rangle +|{\text{vie}}\rangle )/{\sqrt {2}}} arată că, odată ce pisica este observată, există o șansă de 50% ca ea să fie moartă și o șansă de 50% ca ea să fie vie.

### 2.Prietenul lui Wigner
Wigner își pune prietenul împreună cu pisica în cutie. Observatorul extern crede că sistemul se află în starea {\displaystyle (|{\text{moartă}}\rangle +|{\text{vie}}\rangle )/{\sqrt {2}}}. Prietenul său, însă, este convins că pisica este în viață, i.e. pentru el, pisica se află în starea {\displaystyle {\displaystyle |{\text{vie}}\rangle }}. Cum pot Wigner și prietenul său să vadă două funcții de undă diferite?
Interpretarea Copenhaga: Răspunsul depinde de poziționarea tăieturii lui Heisenberg, care poate fi plasată arbitrar. Dacă prietenul lui Wigner este poziționat de aceeași parte a tăieturii cu observatorul extern, măsurătorile lui colapsează funcția de undă pentru ambii observatori. Dacă este poziționat de partea pisicii, interacțiunea lui cu pisica nu este considerată o măsurare.

### 3.Difracțiacelor două fante
Lumina trece prin fante duble pe un ecran realizând un model de difracție. Este lumina o particulă sau o undă?
Interpretarea Copenhaga: Lumina nu este nici una nici alta. Un anumit experiment poate demonstra proprietăți de particulă (foton) sau proprietăți de undă, dar nu ambele în același timp (Principiul de complementaritate al lui Bohr).
Același experiment poate fi în teorie realizat cu orice sistem fizic: electroni, protoni, atomi, molecule, viruși, bacterii, pisici, oameni, elefanți, planete, etc. În practică a fost realizat pe lumină, electroni, buckminsterfulerene, și câțiva atomi. Din cauza mărimii extrem de reduse a constantei Planck, este practic imposibilă realizarea unor experimente care să arate în mod direct natura ondulatorie a oricărui sistem mai mare decât câțiva atomi, dar, în general, mecanica cuantică consideră că toată materia posedă și comportamente de particulă, cât și comportamente de undă. Sistemele mai mari (cum ar fi virușii, bacteriile, pisiciile, etc.) sunt considerate "clasice", dar doar ca o aproximare, nu ca ceva exact.

### 4.Paradoxul EPR (Einstein–Podolsky–Rosen)
"Particulele" inseparate sunt emise în același moment. Legile de conservare asigură că spin-ul măsurat al unei particule trebuie să fie opusul celeilalte, astfel dacă spin-ul uneia dintre particule este măsurat, spin-ul celeilalte particule este cunoscut instantaneu. Deoarece acest rezultat nu poate fi separat de aleatoriul mecanicii cuantice, nicio informație nu poate fi trimisă în această modalitate și nu există nicio încalcare a relativității speciale sau a Interpretării Copenhaga.
Interpretarea Copenhaga: Asumându-ne că funcțiile de undă nu sunt reale, colapsul funcției de undă este interpretat în mod subiectiv. Momentul în care observatorul măsoară spin-ul uneia dintre particule, el știe spin-ul celeilalte. Cu toate acestea, un alt observator nu poate beneficia decât după ce rezultatele măsurătorii i-au fost transmise cu o viteză mai mică sau egală cu cea a luminii.
Copenhageniștii afirmă că interpretările mecanicii cuantice unde funcția de undă este privită ca reală au probleme cu efecte de tip EPR, având în vedere că ele sugerează că legile fizicii permit influențelor să se propage la viteze mai mari decât viteza luminii. Totuși, susținători ai interpretării multiple-lumi și ai cele tranzacționale susțin că Interpretarea Copenhaga este în mod fatal non-locală.
Afirmația că efectele EPR încalcă principiul care spune că informația nu poate călători mai repede decât viteza luminii a fost contracarată prin notarea că ele nu pot fi folosite pentru semnalare fiindcă niciunul dintre observatori nu poate controla, sau predetermina, ceea ce observă, și astfel nu poate manipula ceea ce celălalt observator măsoară.

## Alternative
Interpretarea ansamblului este similară; aceasta oferă o interpretare a funcției de undă, dar nu pentru particule individuale. Interpretarea istoriilor consistente este propusă ca fiind "Copenhaga făcută cum trebuie". Chiar dacă interpretarea Copenhaga este deseori încurcată cu ideea conștiinței care cauzează colapsul, ea definește "observatorul" pur și simplu ca lucrul care face ca funcția de undă să se colapsese. Teoriile informației cuantice sunt mai recente și sunt din ce în ce mai susținute.
În cadrul realismului și determinismului, dacă funcția de undă este considerată ontologic reală și colapsul este în totalitate respins, rezultă o teorie a unor lumi multiple. Dacă colapsul funcției de undă este privit și el ca fiind ontologic real, se obține o teorie a colapsului obiectiv. În cadrul realismului și determinismului (cât și al non-localității), există o teorie a variabilelor ascunse, ex., interpretarea de Broglie-Bohm, care tratează funcția de undă ca fiind reală, poziția și impulsul ca precise și ca rezultând din valorile așteptate și proprietățile fizice ca fiind împrăștiate în spațiu. Pentru o interpretare atemporală nedeterministică care "nu face nicio încercare de a da un raport "local" la nivelul particulelor bine determinate", funcția de undă conjugată, ("avansată" sau cu timpul inversat) a variantei relativistice a funcției de undă, și așa-zisa versiune "întârziată" sau cu timpul înainte sunt ambele privite ca fiind reale și rezultă astfel interpretarea tranzacțională.
Unii fizicieni, precum Paul Dirac, Richard Feynman și David Mermin aprobă interpretarea intrumentalistă a mecanicii cuantice, o poziție adesea echivalată cu evitarea tuturor interpretărilor. Aceasta este rezumată prin fraza "Taci și calculează!". Chiar dacă sloganul este atribuit uneori lui Dirac sau Feynman, se pare că el a fost inventat de către Mermin.